# Acianthera fockei
Acianthera fockei là một loài phong lan.

## Hình ảnh

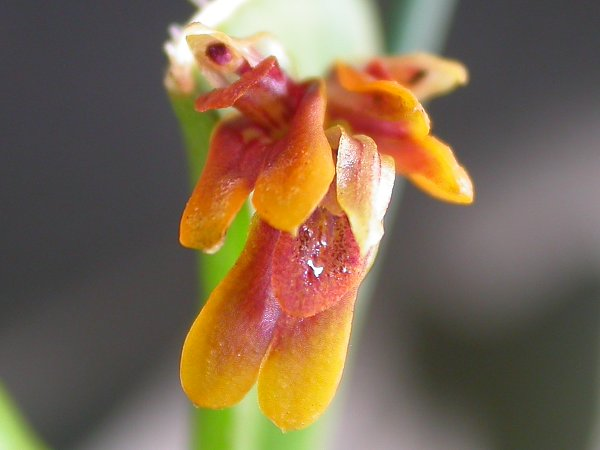
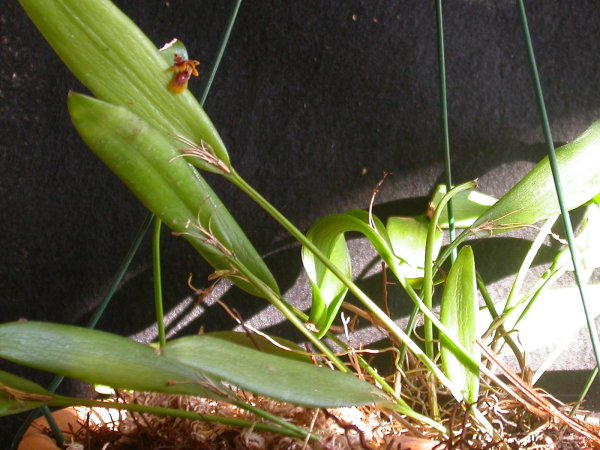
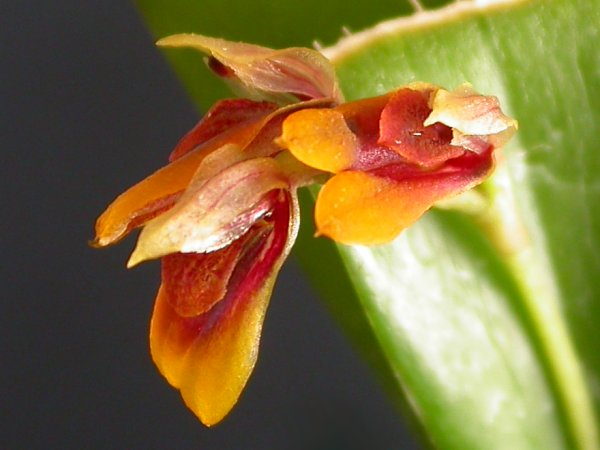
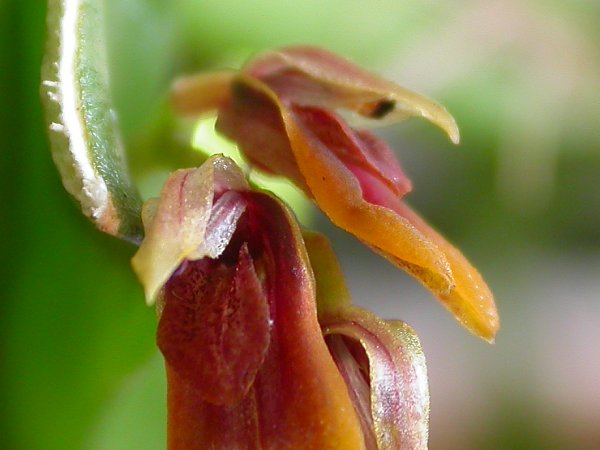